# 惠特利 (麻薩諸塞州)
惠特利（英語：Whately）是一個位於美國麻薩諸塞州富蘭克林縣的鎮。

## 人口
根據2020年美國人口普查的數據，惠特利的面積為53.50平方千米，當中陸地面積為52.30平方千米，而水域面積為1.20平方千米。當地共有人口1607人，而人口密度為每平方千米30人。